# جورج فون بيورباخ
غيورغ فون بيورباخ (بالألمانية: Georg von Peuerbach)‏ (30 مايو 1423 - 8 أبريل 1461) فلكي ورياضياتي وصانع معدات ألماني-نمساوي.
حوالي عام 1440، حصل على درجة الماجستير في الفلسفة والفنون الحرة بامتياز من جامعة فيينا. وفي عام 1448، ارتحل إلى إيطاليا من أجل الدراسة. هناك، اهتم جيوفاني بيانشيني، والكاردينال نيكولاس من كوزا، بهذا وطالبوه بإن يحاضر في علم الفلك في جامعة فيرارا. رفض فون بيورباخ عروض أستاذية في بولونيا وبادوفا، وكذلك رفض تعيينه كمستشار فلكي للملك لاديسلوس بوسثموس ملك بوهيميا والمجر، وفضّل أن يعود إلى فيينا في عام 1450 للتدريس، وهناك حاضر في فقه اللغة والأدب الكلاسيكي. من أشهر تلامذته في تلك الفترة ريجيومونتانوس.
يعرف فون بيورباخ بـ «أبو علم المراقبة الفلكية والفلك الرياضي في الغرب». بدأ فون بيورباخ عمله بمراجعة كتاب المجسطي لبطليموس وكتاب «رسالة في تكوين العالم» لابن الهيثم. استبدل أوتار بطليموس بدالة الجيب من الرياضيات العربية، وحسب جداول للجيوب عند كل دقيقة على قوس دائرة نصف قطرها 600,000 وحدة، مستنتجًا ملاحظاته باستخدام أدوات بسيطة للغاية. كان ذلك أول انتقال حسابي من النظام الإثني عشري إلى النظام العشري. دعاه الكاردينال بيساريون إلى روما لدراسة كتاب بطليموس من الأصل اليوناني لها، وليس من ترجمة لاتينية خاطئة، وقبل فون بيورباخ هذا العرض بشرط أن يصطحب معه تلميذه ريجيومونتانوس. إلا انه توفي وأتم تلميذه العمل وحده.
كما عرف فون بيورباخ أيضًا بمحاولته الكبيرة للتوفيق بين النظريتين المتعارضتين حول الكون، المجالات متماثلة المركز لإيودكسيوس من سنيدوس وأرسطو، مع أفلاك التدوير لبطليموس. حقق هذا العمل نجاحًا هائلاً، وبقي كأساس للتعليم الأكاديمي في علم الفلك حتى بعد سنوات من هدم نيكولاس كوبرنيكوس لكل تلك الفرضيات. كما عمل في مرصد أوراديا في ترانسيلفانيا. وقد تم تكريمه حدثًا بإطلاق اسمه على إحدى فوهات القمر.
له نحو عشرون عمل معروف، أشهرها كتابه الذي راجع فيه المجسطي، والذي توفي قبل أن ينهيه وأكمله تلميذه ريجيومونتانوس.